# Alfred Salonen
Johan Alfred Salonen (ur. 9 marca 1884 w Heinoli, zm. 11 stycznia 1939 w Helsinkach) – zapaśnik reprezentujący Finlandię. Olimpijczyk ze Sztokholmu 1912, gdzie zajął jedenaste miejsce w wadze lekkiej.
Brązowy medalista mistrzostw świata w 1911 roku. 

## Letnie Igrzyska Olimpijskie 1912
| Konkurencja             | Rundy eliminacyjne       | Rundy eliminacyjne    | Rundy eliminacyjne   | Rundy eliminacyjne         | Rundy eliminacyjne    | Klas. końcowa |
| Konkurencja             | Przeciwnik I             | Przeciwnik II         | Przeciwnik III       | Przeciwnik IV              | Przeciwnik V          | Miejsce       |
| ----------------------- | ------------------------ | --------------------- | -------------------- | -------------------------- | --------------------- | ------------- |
| 67,5 kg styl klasyczny. | Jean Bouffechoux (FRA) Z | Georg Baumann (RUS) Z | Oskar Kaplur (RUS) P | Richard Frydenlund (NOR) Z | Johan Nilsson (SWE) P | 11.           |